# Pleurotomariidae
Famille
Les Pleurotomariidae sont une famille de gastéropodes de l'ordre des Archaeogastropoda.

## Dénominations et systématique
Cette famille était uniquement connue par les spécimens fossiles jusqu'en 1856, année de la découverte d'un Perotrochus (Perotrochus quoyanus) dans les eaux profondes des Caraïbes.
Il y a actuellement une grande confusion dans la classification de cette famille, certaines espèces ayant des noms de genres qui changent selon les auteurs, d'autres étant considérées comme simples sous-espèces.
Selon World Register of Marine Species (8 décembre 2018) :
- genre Bayerotrochus Harasewych, 2002
- genre Chelotia Bayle in Fischer, 1885 †
- genre Entemnotrochus P. Fischer, 1885
- genre Leptomaria Eudes-Deslongchamps, 1865 †
- genre Mikadotrochus Lindholm, 1927
- genre Perotrochus P. Fischer, 1885
- genre Pleurotomaria Defrance, 1826 †
- genre Rasatomaria Pieroni & Nützel, 2014 †

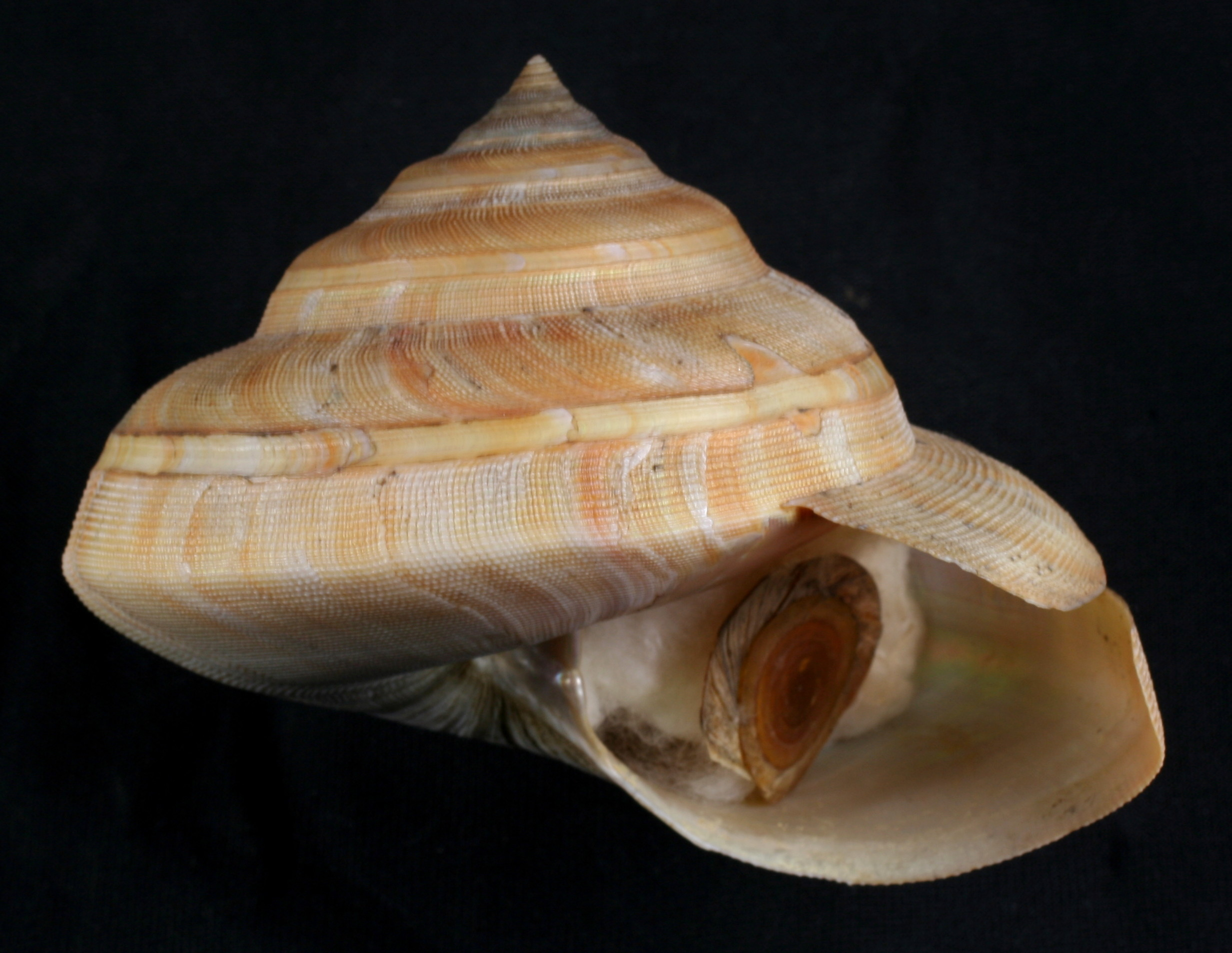
Bayerotrochus teramachii
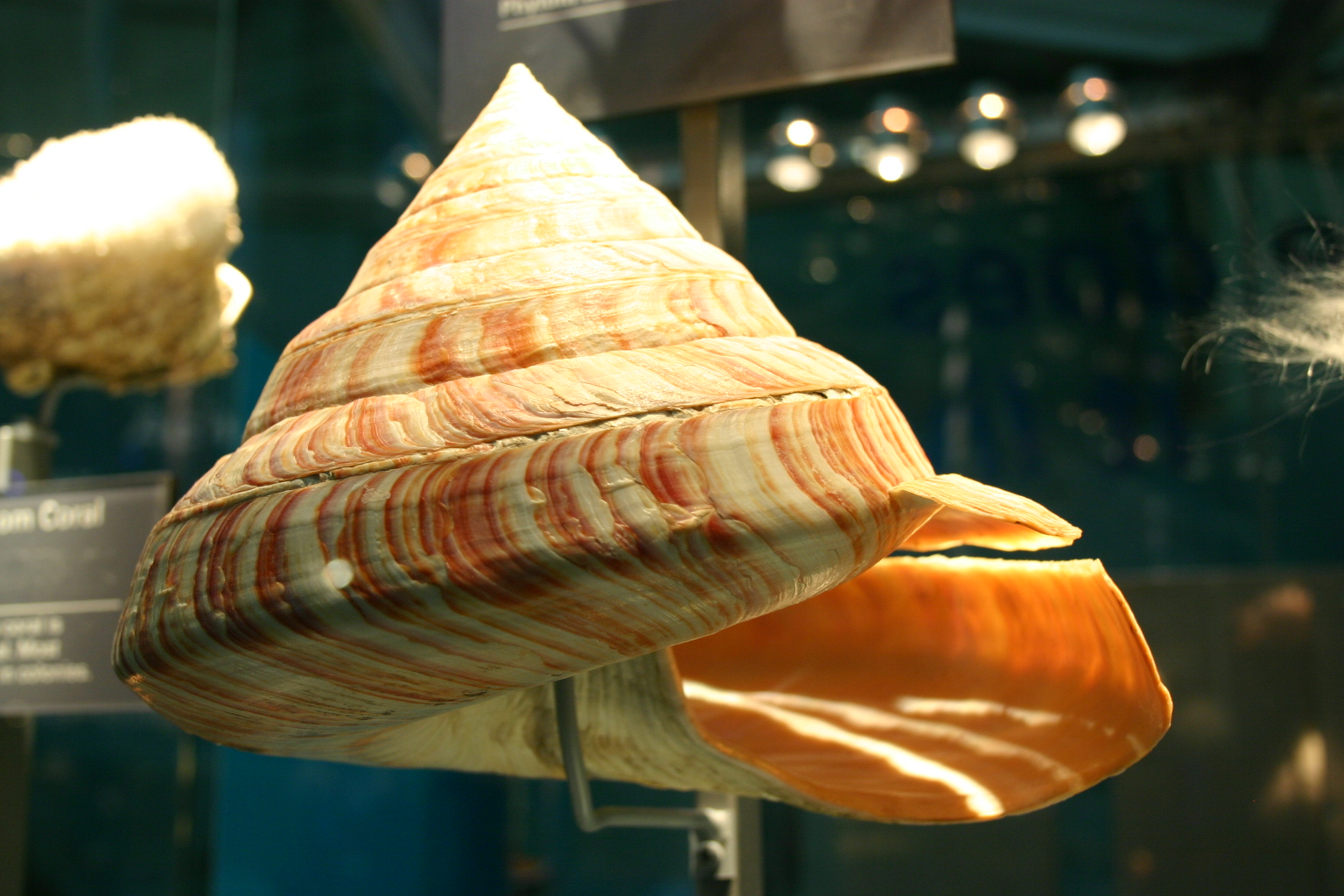
Entemnotrochus rumphii
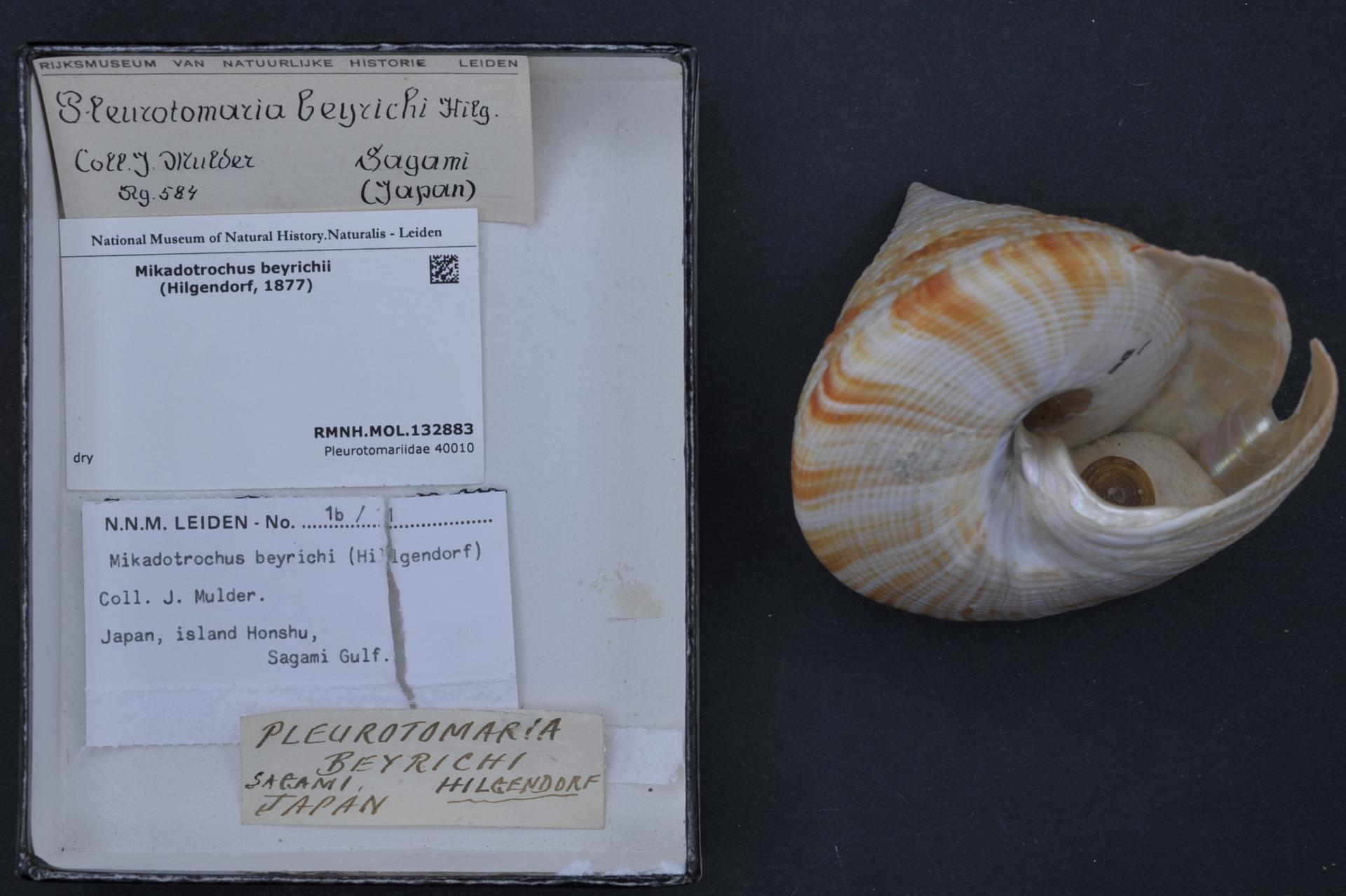
Mikadotrochus beyrichii
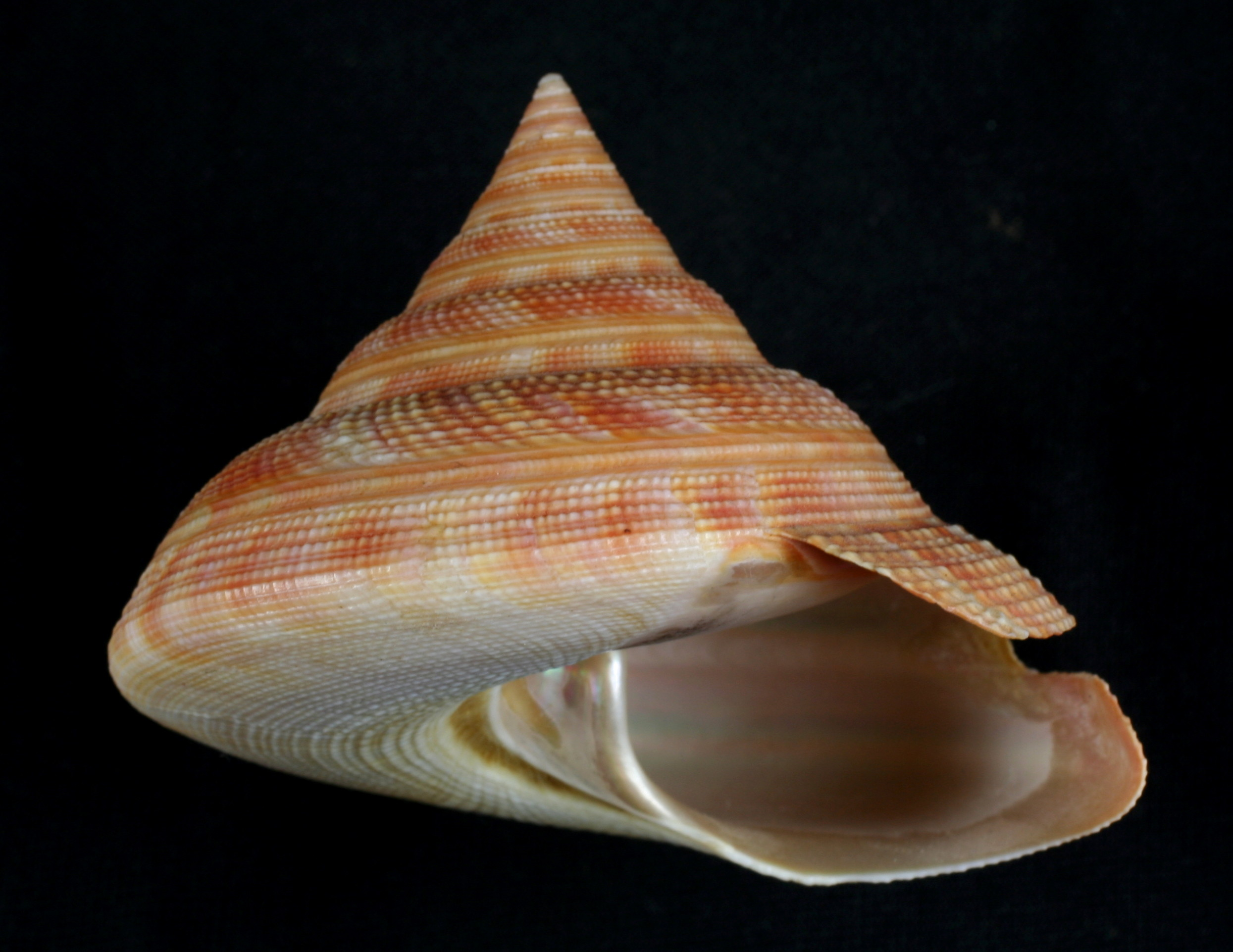
Mikadotrochus hirasei
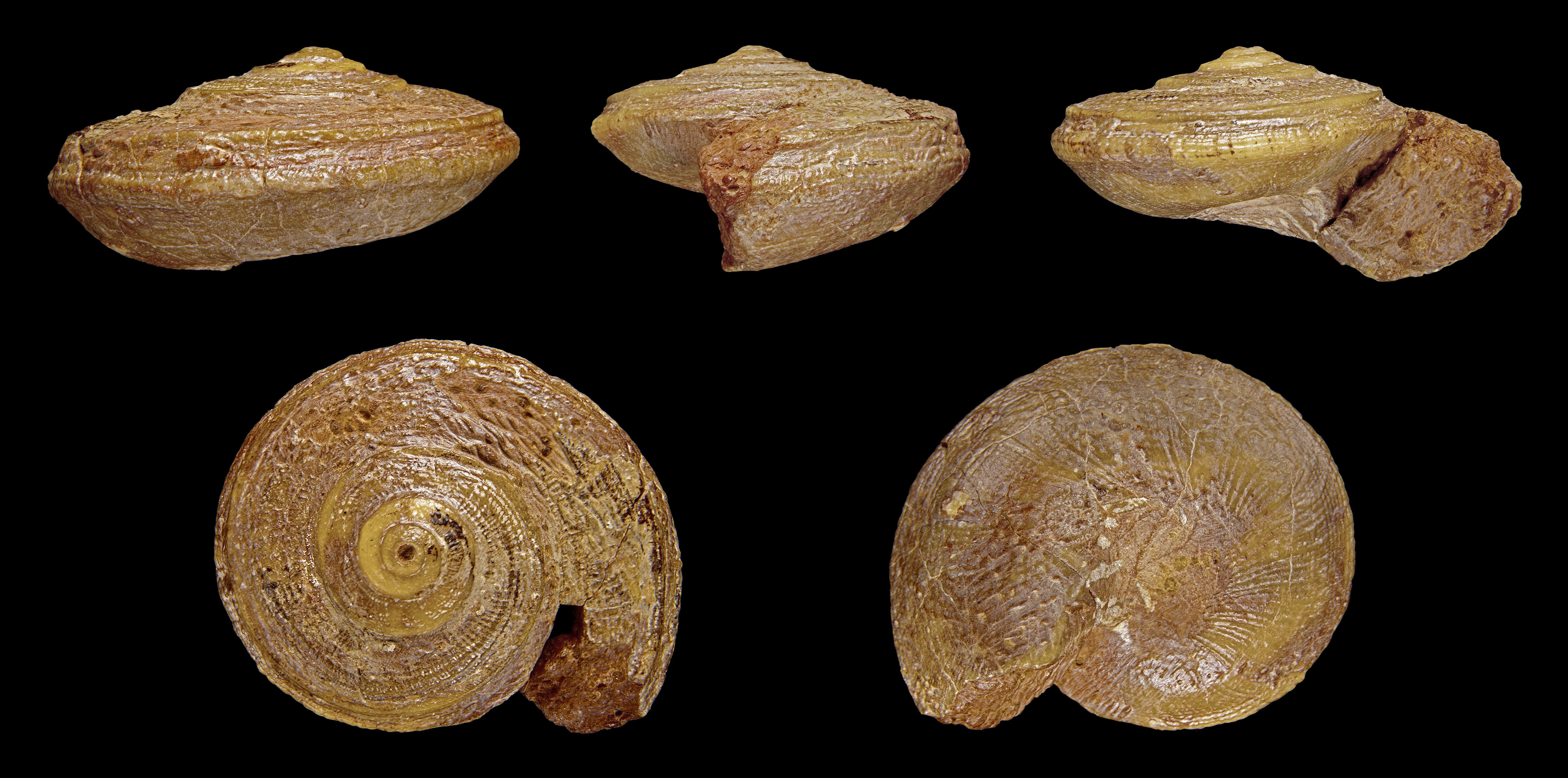
Obornella granulata
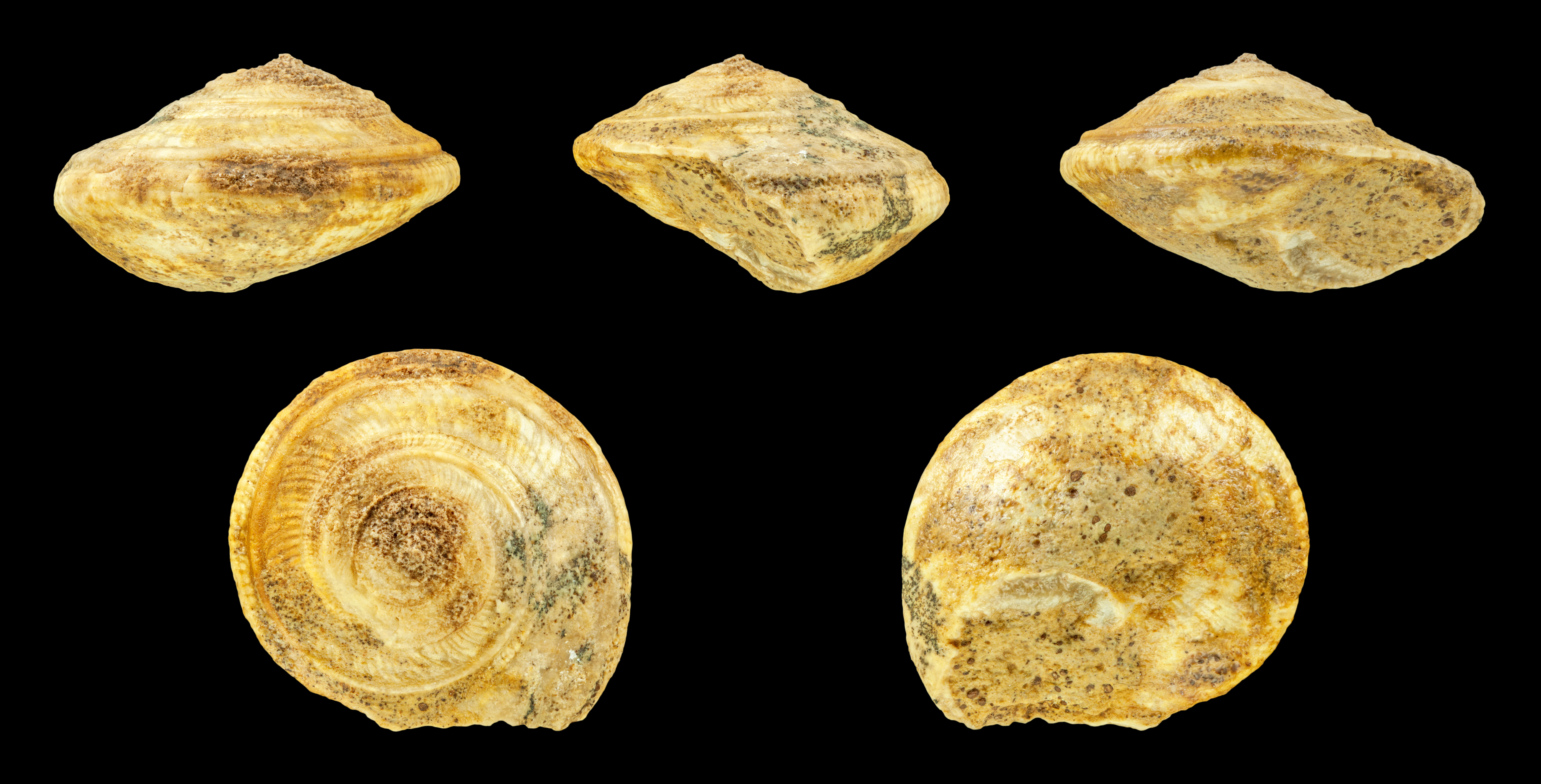
Obornella laevigata
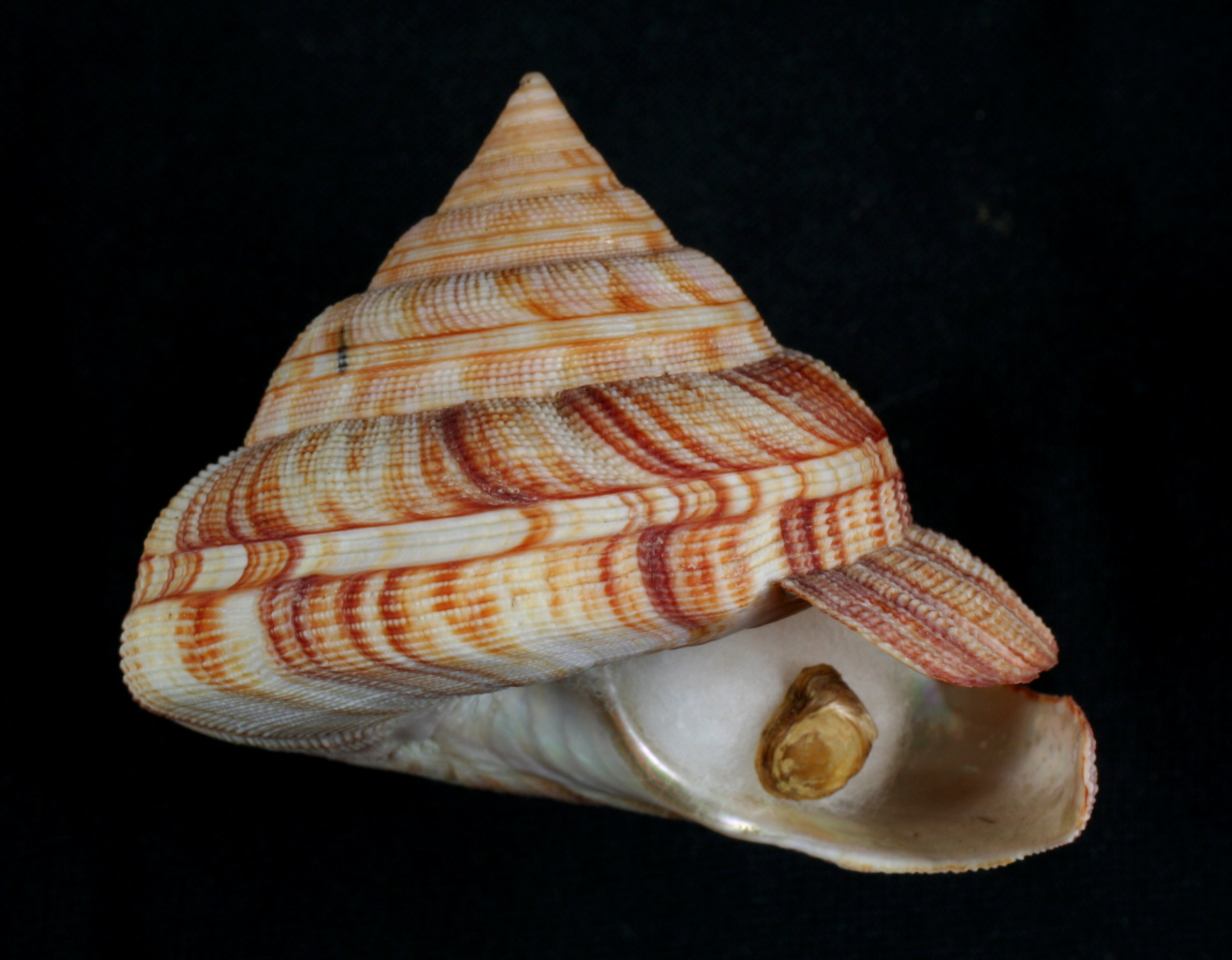
Perotrochus atlanticus
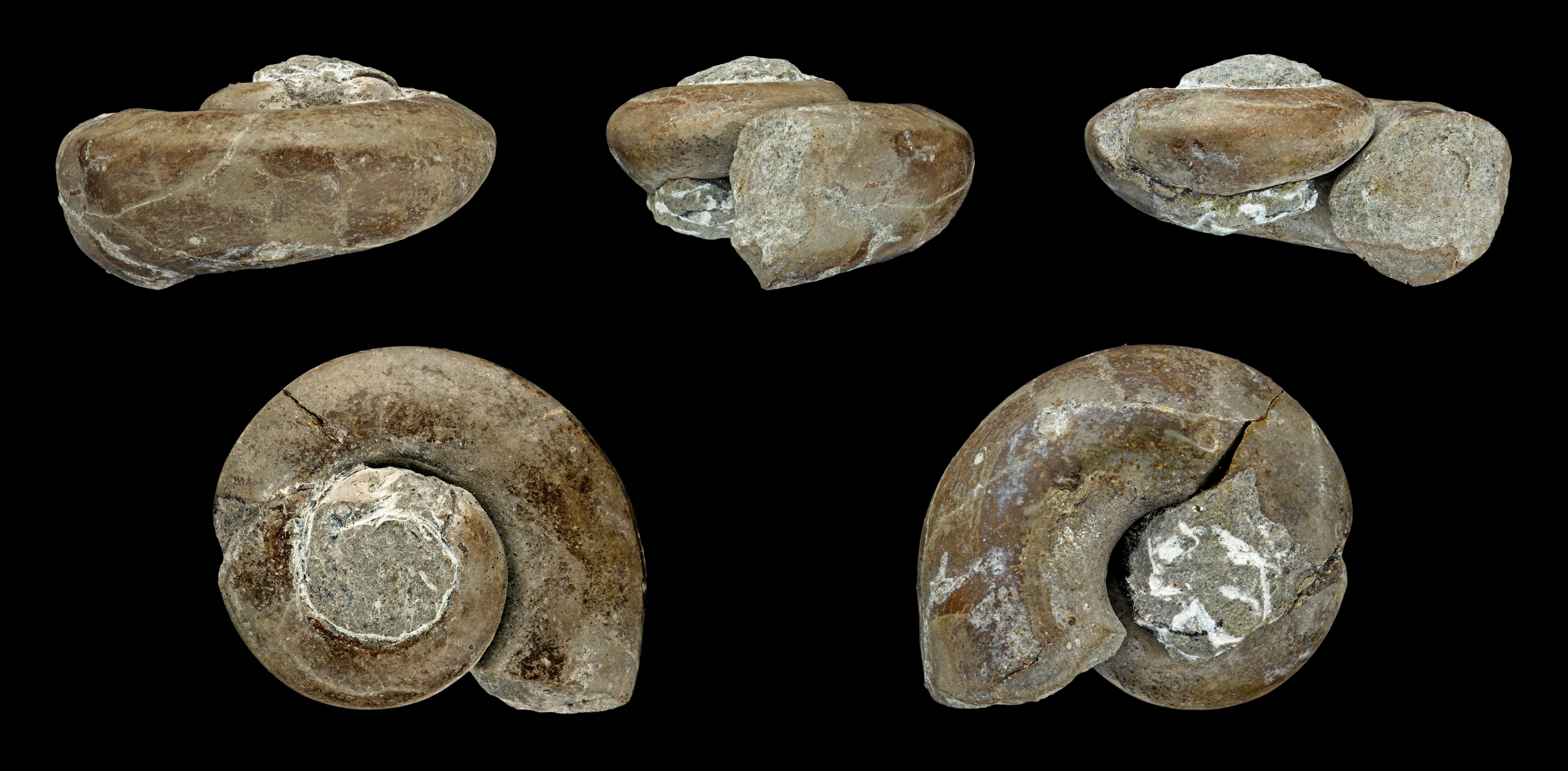
† Pleurotomaria expansa